# Новоіванівська сільська рада (Чорноморський район)
Новоіва́нівська сільська́ ра́да — адміністративно-територіальна одиниця та орган місцевого самоврядування в Чорноморському районі Автономної Республіки Крим. Адміністративний центр — село Новоіванівка.

## Загальні відомості
- Населення ради: 1 531 особа (станом на 2001 рік)

## Населені пункти
Сільській раді підпорядковані населені пункти:
- с. Новоіванівка
- с. Хмельове

## Склад ради
Рада складається з 16 депутатів та голови.
- Голова ради: Губко Сергій Іванович
- Секретар ради: Приходько Тетяна Олексіївна

### Керівний склад попередніх скликань
| Прізвище, ім'я, по батькові | Основні відомості                                                               | Дата обрання | Дата звільнення |
| --------------------------- | ------------------------------------------------------------------------------- | ------------ | --------------- |
| Губко Сергій Іванович       | Сільський голова, 1962 року народження, освіта середня спеціальна, безпартійний | 26.03.2006   | 31.10.2010      |
| Губко Сергій Іванович       | Сільський голова, 1962 року народження, освіта середня спеціальна, безпартійний | 31.10.2010   |                 |

Примітка: таблиця складена за даними сайту Верховної Ради України

### Депутати
За результатами місцевих виборів 2010 року депутатами ради стали:

#### За суб'єктами висування
| Суб'єкт висування                 | Кількість обраних депутатів | %    |
| --------------------------------- | --------------------------- | ---- |
| Партія регіонів                   | 5                           | 31,3 |
| Українська морська партія         | 5                           | 31,3 |
| Комуністична партія України       | 2                           | 12,5 |
| Політична партія «Руська Єдність» | 2                           | 12,5 |
| Політична партія «Сильна Україна» | 1                           | 6,3  |
| Самовисування                     | 1                           | 6,3  |

#### За округами
| № округу                          | Прізвище, ім'я, по батькові      | Дата визнання обраним | Освіта             | Партійна приналежність                  | Відомості про обраного депутата                              |
| --------------------------------- | -------------------------------- | --------------------- | ------------------ | --------------------------------------- | ------------------------------------------------------------ |
| Комуністична партія України       |                                  |                       |                    |                                         |                                                              |
| 9                                 | Тимченко Катерина Кирилівна      | 04.11.2010            | середня            | член Комуністичної партії України       | пенсіонер                                                    |
| 13                                | Лавриков Сергій Володимирович    | 25.03.2013            | середня спеціальна | член Комуністичної партії України       | КП «Варта», керівник                                         |
| Партія регіонів                   |                                  |                       |                    |                                         |                                                              |
| 1                                 | Дмитрийчук Олександра Михайлівна | 04.11.2010            | середня            | член Партії регіонів                    | ПП «Вільне», завгосп                                         |
| 3                                 | Афоніна Лідія Андріївна          | 04.11.2010            | середня            | позапартійна                            | приватний підприємець                                        |
| 5                                 | Лугачьова Віра Миколаївна        | 04.11.2010            | середня            | член Партії регіонів                    | УДГ «Чорноморнафтогаз», кухар                                |
| 7                                 | Гаак Віра Іванівна               | 04.11.2010            | вища               | позапартійна                            | Чорноморська РДА, головний спеціаліст служби у справах дітей |
| 16                                | Приходько Тетяна Василівна       | 04.11.2010            | середня            | член Партії регіонів                    | тимчасово не працює                                          |
| Політична партія «Руська Єдність» |                                  |                       |                    |                                         |                                                              |
| 10                                | Аманатова Світлана Олексіївна    | 04.11.2010            | середня            | член Партії регіонів                    | тимчасово не працює                                          |
| 12                                | Тамаза Георгій Іванович          | 04.11.2010            | вища               | член Політичної партії «Руська Єдність» | пенсіонер                                                    |
| Політична партія «Сильна Україна» |                                  |                       |                    |                                         |                                                              |
| 4                                 | Казакова Людмила Володимирівна   | 04.11.2010            | середня            | позапартійна                            | тимчасово не працює                                          |
| Українська морська партія         |                                  |                       |                    |                                         |                                                              |
| 2                                 | Томилін Олексій Олексійович      | 04.11.2010            | вища               | позапартійний                           | ПП «Бантиш», торговельний менеджер                           |
| 6                                 | Стадник Світлана Михайлівна      | 04.11.2010            | середня            | позапартійна                            | Новоіванівська сільська рада, спеціаліст                     |
| 8                                 | Приходько Тетяна Олексіївна      | 04.11.2010            | середня            | позапартійна                            | Новоіванівська сільська рада, спеціаліст                     |
| 11                                | Щербаков Олександр Євгенійович   | 04.11.2010            | вища               | позапартійний                           | приватний підприємець                                        |
| 15                                | Юрдам Земфіра Талятівна          | 04.11.2010            | середня            | позапартійна                            | ПОП «Донузлав -Агро», директор                               |
| Самовисування                     |                                  |                       |                    |                                         |                                                              |
| 14                                | Стенько Марина Геннадіївна       | 04.11.2010            | середня            | позапартійна                            | бібліотека с. Хмельове, завідувач                            |